# Armando Lambruschini
Armando Lambruschini (Buenos Aires, 15 de junio de 1924- Ibidem, 15 de agosto de 2004) fue un militar argentino perteneciente a la Armada Argentina. Alcanzó el rango de almirante, y fue destituido por resultar culpable de crímenes de lesa humanidad. Fue integrante, junto a Roberto Eduardo Viola y Omar Graffigna, de la segunda Junta Militar que gobernó de facto al país hasta 1981, durante la dictadura autodenominada Proceso de Reorganización Nacional surgido tras el golpe de Estado de 1976 que derrocó al gobierno de María Estela Martínez de Perón.

## Biografía

### Carrera militar
Luego de haber finalizado sus estudios secundarios, Armando Lambruschini ingresó a la Escuela Naval Militar el 1 de enero de 1942. El 13 de diciembre de 1946 egresó de la misma como Guardiamarina en la promoción 73, junto a Emilio Eduardo Massera.

### Oficial subalterno
Sus primeros pasos como militar tuvieron lugar en el acorazado ARA Moreno y luego en el buque oceanográfico ARA Bahía Blanca y también hizo lo propio en el guardacostas ARA Pueyrredón como Teniente de Corbeta. Como Teniente de Fragata revistó en el destructor ARA La Rioja y en el aviso ARA Yamaná. Tras ser promovido a Teniente de Navío estuvo destinado en el buque-tanque ARA Punta Ninfas. Posteriormente estuvo desempeñando funciones en la Escuela Naval Militar.

### Oficial jefe
El año 1956 lo encontró a Lambruschini prestando servicios nuevamente en la Escuela Naval y siendo promovido a Capitán de Corbeta. Con dicha jerarquía, el biografiado luego estuvo destinado en la Escuela de Guerra Naval (donde se graduó como oficial de Estado Mayor), posteriormente desempeñó funciones en la Subsecretaría de Marina. Fue segundo comandante del destructor ARA Misiones y luego fue enviado a desempeñar idéntico cargo en el ARA Bahía Thetis, un buque de transporte. Tras revistar en los anteriormente citados destinos, Armando Lambruschini ejerció el cargo de comandante del aviso ARA Chiriguano y después fue enviado al ARA La Argentina en calidad de jefe de estudios.
Hacia 1961 ascendió al rango de Capitán de Fragata y se desempeñó como profesor de curso general de la Escuela de Guerra Naval. Luego fue ayudante del Secretario de Estado de Marina y con posterioridad estuvo a cargo de la Jefatura de Operaciones del Estado Mayor de la Flota de Mar. Su último destino como Capitán de Fragata fue en el ARA Espora, en calidad de comandante del navío.

### Oficial superior
En 1967 fue ascendido a Capitán de Navío y su primer cargo con ese grado fue el de jefe del Departamento III de la Jefatura del Estado Mayor de la Armada. Luego fungió como asesor en la delegación argentina ante la Junta Interamericana de Defensa y posteriormente fue comandante del crucero ARA General Belgrano  entre 1971 y 1972, dejando el comando del buque en manos del Capitán de Navío Alfredo Bernardo Astíz.
El 31 de diciembre de 1972 Armando Lambruschini accedió al grado de Contralmirante y al año siguiente es enviado a servir como Comandante de Operaciones del Comando de Operaciones Navales. Hacia finales de 1974 fue nombrado Jefe del Estado Mayor General de la Armada. A finales de 1976 ascendió a vicealmirante mientras se mantenía su puesto de subjefe de la Armada Argentina hasta el 15 de septiembre de 1978, cuando sucedió a Massera en el Comando en Jefe de la Armada.

### Asesinato de su hija

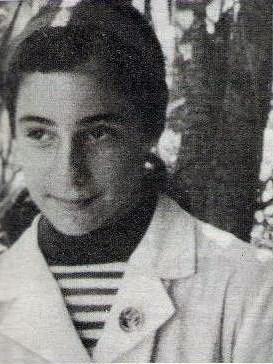
Paula Lambruschini, asesinada a los 15 años por Montoneros.

El 1 de agosto de 1978 a la 01:40 estallaron 25 kg de nitroglicerina en un departamento —deshabitado por reformas— colindante con el del vicealmirante y jefe del Estado Mayor de la Armada, Lambruschini, colocados por la organización Montoneros. Como consecuencia del atentado murieron su hija Paula, de 15 años, uno de los custodios —mientras que otro sufrió graves heridas— y dos vecinos del edificio donde se produjo la explosión: Margarita Obarrio de Villa —82 años— y Ricardo Álvarez. Otros diez vecinos del edificio resultaron heridos. Un comunicado de Montoneros dijo que lo explosivos habían sido puestos el día anterior a las 23:00 horas por el «Pelotón de Combate Especial Eva Perón» de la organización, agregando que «lamentablemente también murieron la hija y una anciana, víctimas inocentes de esta guerra declarada por la dictadura y heroicamente enfrentada por nuestro pueblo». Un día después murió Ricardo Álvarez, a causa de graves heridas.
Según Juan Bautista Yofre, colocaron los explosivos Alfredo Amílcar Troteiro , su mujer y Enrique Basale. Cuando el periodista Mariano Obarrio responsabilizó a la pareja de la madre del diputado De Pedro de ser responsable de un atentado de 1978 en el que murió un familiar suyo, De Pedro sostuvo que esas eran "versiones del submundo, de la inteligencia militar, que eran disparatadas y que no había nada en la Justicia que pudiera acreditar que ninguno de ellos dos pudiera tener algo que ver en ese atentado".
El diario de Brasil O Estado de S. Paulo dijo sobre el hecho que:

La joven de 15 años destrozada en su dormitorio ha sido también instrumento de lucha política para los terroristas, comenzando por las vidas inocentes segadas brutal y cobardemente.

Los dirigentes peronistas Miguel Unamuno, Ángel Federico Robledo, Ítalo Lúder, Ricardo Guardo, Eleuterio Cardozo y Vicente Saadi expresaron en una declaración su "más severa condenación" y el Partido Intransigente dio un comunicado firmado por Oscar Alende declaró su repulsa al atentado, al igual que otros partidos políticos.

### Integrante de la Junta Militar
El 15 de septiembre de 1978 fue ascendido a almirante y nombrado comandante en jefe de la Armada Argentina por Emilio Eduardo Massera, quien pasaba a retiro, cargo que mantuvo hasta el 11 de septiembre de 1981 en que pasó a retiro y nombró comandante de la marina de guerra al vicealmirante Jorge Isaac Anaya, quien ascendió de inmediato a almirante.
Según documentos relevados del secreto de Estado de la Agencia Central de Inteligencia estadounidense, el Almirante Armando Lambruschini era descrito como "inteligente y tranquilo", pero que hablaba con autoridad y seguridad. Se hace mención de que dominaba poco el idioma inglés. Entre la información personal se destaca que estaba casado con Gladys Nevares Gestard, con quien tuvo dos hijas, una de ellas llamada Paula que fue asesinada a los quince años el 1 de agosto de 1978 por una bomba terrorista colocada en el edificio donde residía junto a su familia.
Se detalla en dicho documento que Lambruschini manifestó a la prensa argentina que mantendría la política iniciada por Massera como miembro con la Junta. No obstante, era percibido como un alter ego de su antecesor Massera, junto a quien mantuvo el control absoluto de la conducción naval entre 1974 y 1978. Lambruschini, por ejemplo, continuó insistiendo en mantener los tradicionales bailías de la Marina como la Comisión Nacional de Energía Atómica y en mantener un tercio del poder de la junta conferido a la fuerza naval. Sin embargo, según el archivo desclasificado, se estimaba que Massera y Lambruschini diferían considerablemente en personalidad y ese factor sería una probable causal de cambios en las interacciones entre los miembros de la Junta Militar.
El perfil de Lambruschini de la CIA sostenía que este desarrolló habilidades pulidas para responder públicamente a las preocupaciones populares; sus discursos, el uso de "información filtrada", viajes a Europa y el Medio Oriente, y sus contactos con grupos potencialmente políticos como los sindicalistas contribuyeron a su alta visibilidad en la junta de tres hombres. Se preveía que Lambruschini probablemente fuera menos activo en la formulación de políticas de la junta y más flexible en sus relaciones con los otros miembros del triunvirato.
El informe sostiene que en el pasado, Armando Lambruschini era fuertemente partidario de Estados Unidos, pero que su entusiasmo se enfrió notoriamente a raíz del cambio en las políticas estadounidenses sobre derechos humanos y venta de armas a Argentina tras la asunción de Jimmy Carter. Se detalla, además que Lambruschini viajó mucho por América Latina y visitó la Unión Soviética y Europa del Este en 1974 como parte de una delegación oficial. En agosto de 1978, él y Massera asistieron a la novena conferencia anual de comandantes en jefe de las armadas estadounidenses en Lima, Perú.
El perfil de la CIA sobre el Almirante Armando Lambruschini destaca la desconfianza que el biografiado tenía respecto al gobierno de Chile y que tenía una línea dura respecto al conflicto por el Canal Beagle, territorio que se disputaban Chile y Argentina.
Lambruschini creía que el gobierno de su país restaba importancia a la Armada y consideraba que el Ejército y la Fuerza Aérea tendían a estar en su contra a la hora de la toma de decisiones en la Junta Militar, pero el informe de la CIA indica que aun así se mostraba comprometido con la cooperación entre servicios en el proceso político. El informe indicaba que el Almirante Lambruschini tendría un papel importante en la selección de un nuevo presidente por parte de la junta a finales de 1980.
En los documentos desclasificados, se hace mención al descontento que a Lambruschini le generaba la política de derechos humanos de EE. UU. y el efecto perjudicial que ha tenido en la relación entre las Armadas de EE. UU. y Argentina. Era particularmente crítico con la política de venta de armas de Estados Unidos hacia Argentina, aunque por otro lado se oponía a algunos sectores dentro de su gobierno que deseaban tomar políticas retaliatorias como el aumento de los intercambios económicos y militares con la Unión Soviética. Se detalla que el jefe naval prefería que el gobierno de los EE. UU. tomase medidas proactivas para restablecer mejores relaciones entre las dos armadas.
Pasó a retiro efectivo el 11 de septiembre de 1981, tras dejar su cargo en manos del Almirante Jorge Isaac Anaya

## Distintivos y condecoraciones
Entre sus principales condecoraciones recibidas por Armando Lambruschini durante su trayectoria como militar se destacan las siguientes:
- "Gran Estrella Militar" otorgada por el gobierno de Chile
- "Orden al Mérito Naval" en el grado de comendador, asignada por el gobierno de Bolivia.
- "Medalla de Oro" durante su comando en el crucero ARA General Belgrano.

## Enjuiciamientos

#### Juicio a las Juntas Militares
En 1985 fue enjuiciado al igual que los demás integrantes de las tres primeras juntas militares. Lambruschini pidió a sus abogados que no mencionaran la muerte de su hija para defenderlo de las graves acusaciones presentadas en su contra y afirmó durante el juicio: «Mi honra quedó a salvo antes de este proceso, y a salvo quedará también en caso de condena».
El Tribunal lo halló culpable de 35 casos probados de secuestro y 10 de torturas reiteradas, y lo condenó a ocho años de prisión, fue destituido de su rango y condición de militar. En el mismo proceso Roberto Eduardo Viola recibió una pena de siete años de prisión y Omar Domingo Rubens Graffigna fue absuelto.
Cumplió dos terceras partes de su condena, estando cinco años y cuatro meses privado de su libertad, y se benefició del indulto otorgado en 1990 por el presidente Carlos Menem, los cuales fueron declarados inconstitucionales en 2007 por la Cámara Federal.

#### Otros juzgamientos
En 1994, el juez Oscar Garzón Funes le obligó, igual que a Emilio Massera y al Estado, a indemnizar en un millón de pesos a Daniel Tarnopolsky, cuya familia entera desapareció tras ser secuestrada y trasladada a la ESMA.
Lambruschini volvió a ser enjuiciado en 1996, cuando fue imputado acusado por genocidio, terrorismo y torturas, por mandato del juez español Baltasar Garzón.
En 1997 Lambruschini fue requerido por la justicia italiana y juzgado en ausencia. El juez Rodolfo Canicoba Corral le otorgó el beneficio del arresto domiciliario, por ser mayor de 70 años.
En 2003 se solicitó la extradición, por lo que fue detenido por la Justicia argentina. Sin embargo, España desistió de pedir su extradición en agosto de 2003, porque podía ser acusado y procesado de nuevo en las causas donde se investiga el robo de niños nacidos en la maternidad clandestina del centro clandestino de detención que funcionaba en la ESMA y por la derogación de la Ley de Punto Final y la Ley de Obediencia Debida.